# بيان غومانيسم الجديد الخاص – حول الحرب
بيان غومانيسم الجديد الخاص – حول الحرب (Neo Gōmanism Manifesto Special – On War) هو سلسلة مانغا مثيرة للجدل كتبها رسام المانغا الياباني اليميني يوشينوري كوباياشي. نُشرت السلسلة في ثلاثة مجلدات بواسطة دار نشر جنتوشا كملحق لسلسلة "الجومانيسم الجديد" (Neo Gōmanism) التي نُشرت في مجلة SAPIO اعتبارًا من سبتمبر 1995. السلسلة تعرضت لانتقادات من عدة شخصيات وجماعات، بما في ذلك ساتوشي أوسوجي, شينجي ميااداي، وتاكاكي يوشيموتو، بالإضافة إلى أكاديميين مثل أكاديمية الكتب الصادمة، ووصلت الانتقادات إلى وسائل الإعلام الخارجية مثل نيويورك تايمز ولوموند. كما تم نشر نزاع شفوي حول محتوى المانغا في كتاب بعنوان " لحرب حول الحرب" .

## محتوى الكتب
- المجلد الأول (نُشر في 10 يوليو 1998، (ردمك 4-87728-243-2))

يتبنى هذا الكتاب وجهة نظر الكاتب التنقيحية حول حرب المحيط الهادئ. تم نشره في سياق نزاع حاد بين المحافظين واليساريين حول قضية "نساء المتعة"، ومذبحة نانجنغ، والكتب المدرسية التاريخية اليابانية. في ذلك الوقت، كان كوبايشي أحد المنسقين لجمعية إصلاح الكتب المدرسية التاريخية اليابانية، وكان يهدف أيضًا من خلال كتابة المجلد الأول إلى دعم الكتب المدرسية التنقيحية التي نشرتها الجمعية.
موضوع آخر يطرحه الكتاب هو الحجة القائلة بأن القيم اليابانية قبل حرب المحيط الهادئ لم تعد موجودة بين اليابانيين الحديثين. وللتخلص من التطرف القومي والعسكري قبل الحرب، يجادل كوبايشي بأن اليابانيين ما بعد الحرب لم يتمكنوا سوى من النظر إلى حرب المحيط الهادئ بنظرة سلبية. كما يشدد على البطولات الشجاعة للجنود الوطنيين اليابانيين، ويدافع عن أن اليابان خاضت الحرب لتحرير آسيا (انظر منطقة شرقى أسيا الكبرى للرفاهية المتبادلة).
- المجلد الثاني (Sensō Ron 2) (نُشر في أكتوبر 2001، (ردمك 4-344-00131-1))

تأثر المجلد الثاني بشكل كبير بهجمات 11 سبتمبر 2001 التي وقعت قبل شهر واحد فقط. يُدلي كوبايشي بتعليق مثير للجدل حول إرهاب القاعدة قائلاً: "هل كان حقًا عملاً إرهابيًا؟"، ويصف "الحرب على الإرهاب" بأنها مواجهة بين الإرهابيين والقوة الاقتصادية والعسكرية والأنانية لدولة (يقصد بها الولايات المتحدة)، ويؤكد على أهمية المبادئ الأخلاقية للحرب، قبل أن يعيد ربط ذلك بتأييد حرب المحيط الهادئ.
على الرغم من أن هذا يُعتبر خروجًا عن السياق الأساسي للكتاب، فإنه يربط هجوم غاز السارين الذي وقع في مترو طوكيو عام 1995 بهجمات 11 سبتمبر الانتحارية، ويكرر الآراء (غير غير المألوفة) لنقاد الشؤون العسكرية حول كيفية تكوين التنظيمات الإرهابية ربما نتيجة لانتهاء الحرب الباردة.
- المجلد الثالث (Sensō Ron 3) (نُشر في يوليو 2003، (ردمك 4-344-00356-X))

المجلد الختامي للسلسلة يتضمن ملخصًا لمحتويات المجلدين الأول والثاني، مع إضافة آراء جديدة حول المبادئ الأخلاقية والمثل العليا للحرب. يعيد الكتاب تأكيد وجهة النظر الإيجابية حول حرب المحيط الهادئ، وينتقد تصرفات الجيش الأمريكي في حرب العراق بوصفها استبدادية. كما يهاجم الولاء الأعمى للموقف المؤيد لأمريكا بين اليابانيين في العصر الحديث.

## فهرس الفصول
- المجلد الأول
- 1. الأشخاص الذين يعتقدون أن السلام يأتي دون ثمن (平和をサービスと思う個人، Heiwa o Sābisu to Omou Kojin)
- 2. تعميمات باهتة (في الحوار الوطني حول التاريخ الياباني) التي تذهب ببساطة مع التيار (空気に逆らえぬだけの個のない論調، Kūki ni Sakaraenu Dake no Ko no Nai Ronchō)
- 3. تفسير للشباب حول الحرب الكبيرة لليابان (若者のためにスケールのデカい日本の戦争の説明، Wakamono no tame ni Sukēru no Dekai Nihon no Sensō no Setsumei)
- 4. الفردية لدى الأشخاص الذين تم غسل أدمغتهم (من خلال الآراء المقبولة حاليًا عن) محكمة طوكيو (東京裁判洗脳されっ子の個人主義، Tōkyō Saiban Sennō-sarekko no Kojin-shugi)
- 5. تساقط الثلوج على جزيرة في الجنوب (南の島に雪が降る، Minami no Shima ni Yuki ga Furu)
- 6. ولادة الفرد الأخلاقي (倫理ある個の芽生え، *Rinri aru Ko no Mebae)
- 7. روح وحدات الهجوم اليابانية الخاصة (المعروفة باسم "كاميكا ز") (特攻精神،Tokkō Seishin*)

## كتب كتبت حول الحرب
- oshinori Kobayashi وSōichirō Tahara - الحرب على الحرب (戦争論争戦، Sensō Ron Sōsen)
- Satoshi Uesugi - تفكيك بيان الغومانية (脱ゴーマニズム宣言، Datsu Gōmanism Sengen)
- Shinji Miyadai - جدل حقيقي حول الأمة (リアル国家論، Riaru Kokka Ron)
- Takaaki Yoshimoto - تجاوز "الحرب" (超・戦争論، Chō-Sensō Ron)
- Michiaki Asaba - القومية - دليل لمثالية القومية اليابانية في كتاب مشهور (ナショナリズム-名著でたどる日本思想案内، Nashonarizumu - Meicho de Tadoru Nihon-shisō Annai)

## أنظر أيضا
حرب المحيط الهادئ
معاداة أمريكا
معاداة اليابانيين
يابانوفيل
ضريح ياسوكاني
تعديل تاريخي
شوغاكوكان
أساهي شيمبون